# Tranvía de Casablanca
El Tranvía de Casablanca (en árabe: طرامواي الدار البيضاء‎:Ṭrāmwāy ad-Dār al-Bahíaḍā, en francés: Tramway de Casablanca) es una red de tranvía que recorre la ciudad de Casablanca, Marruecos. A partir de 2019, consta de dos líneas, T1 de Sidi Moumen a Lissasfa y T2 de Sidi Bernoussi a Aïn Diab, que se cruzan en 2 puntos y forman una red de 47 km con 71 estaciones. Está previsto que se abran dos líneas adicionales, T3 y T4, en 2022. El tranvía de Casablanca es operado y mantenido por RATP Dev Casablanca, una subsidiaria de RATP Dev, bajo la autoridad de Casa Transport.

## Historia
El transporte en un sitio específico de Casablanca, metro o tranvía, había sido parte de los proyectos de la ciudad desde el cambio de siglo. El Plan de Desplazamiento Urbano “Casa 2010” presentado en 2006 preveía una línea de metro y tres líneas de tranvía. Los primeros estudios de anteproyecto se iniciaron el año siguiente y se completaron en 2008.
Los trabajos preparatorios comenzaron en 2009 y los trabajos de construcción de la infraestructura de la primera línea en octubre de 2010. Fue inaugurado el 12 de diciembre de 2012 por el rey Mohammed VI, en presencia del primer ministro francés, Jean-Marc Ayrault. El servicio comercial comenzó en 13 de diciembre de 2012.
En noviembre de 2015, se abre un primer aparcamiento disuasorio cerca de la estación Oasis. Con una capacidad de 190 coches, está abierto desde las 6 de la mañana hasta la medianoche y es accesible con una suscripción mensual de 100 dirhams (o tarifa para el público general de 3 dirhams / hora). Casa Transport ha identificado otras áreas para albergar potencialmente un parque similar, tales como Sidi Moumen, Hay Hassani y California.
Se abrió una segunda línea el 24 de enero de 2019. Esta conecta Sidi Bernoussi con Ain Diab, utilizando el segmento de la línea previamente existente desde la división hasta Ain Diab. La línea 1 también se amplió de Facultés a Lissasfa.

## Construcción
La gestión del proyecto en la primera línea corrió a cargo de Casablanca Transports en Site Aménagé ("Casa Transports"), una sociedad limitada creada a tal efecto en marzo de 2009. Las partes interesadas fueron el Ministerio de Finanzas e Interior, el gobierno local (el gobierno regional de Gran Casablanca y la comuna urbana de Casablanca) y varios inversores institucionales (King Hassan II, CDG Capital, Banque Populaire du Maroc y ONCF ). Casa Transports adjudicó el contrato de construcción a un grupo global encabezado por el grupo francés Systra . El apoyo al proyecto se subcontrató al grupo español Ayesa.
El km 20 de las Zonas 1 y 3 fueron construidas por Yapı Merkezi, el km 10 de la Zona 2 fue construida por Colas Rail .

## Red actual
A diciembre de 2024, la red de tranvías de Casablanca incluye cuatro líneas, , ,  y , con una longitud total de 74 km  y 119 estaciones. La inauguración de la línea estableció el récord de la línea de tranvía más larga jamás puesta en servicio a la vez.

### Línea 1

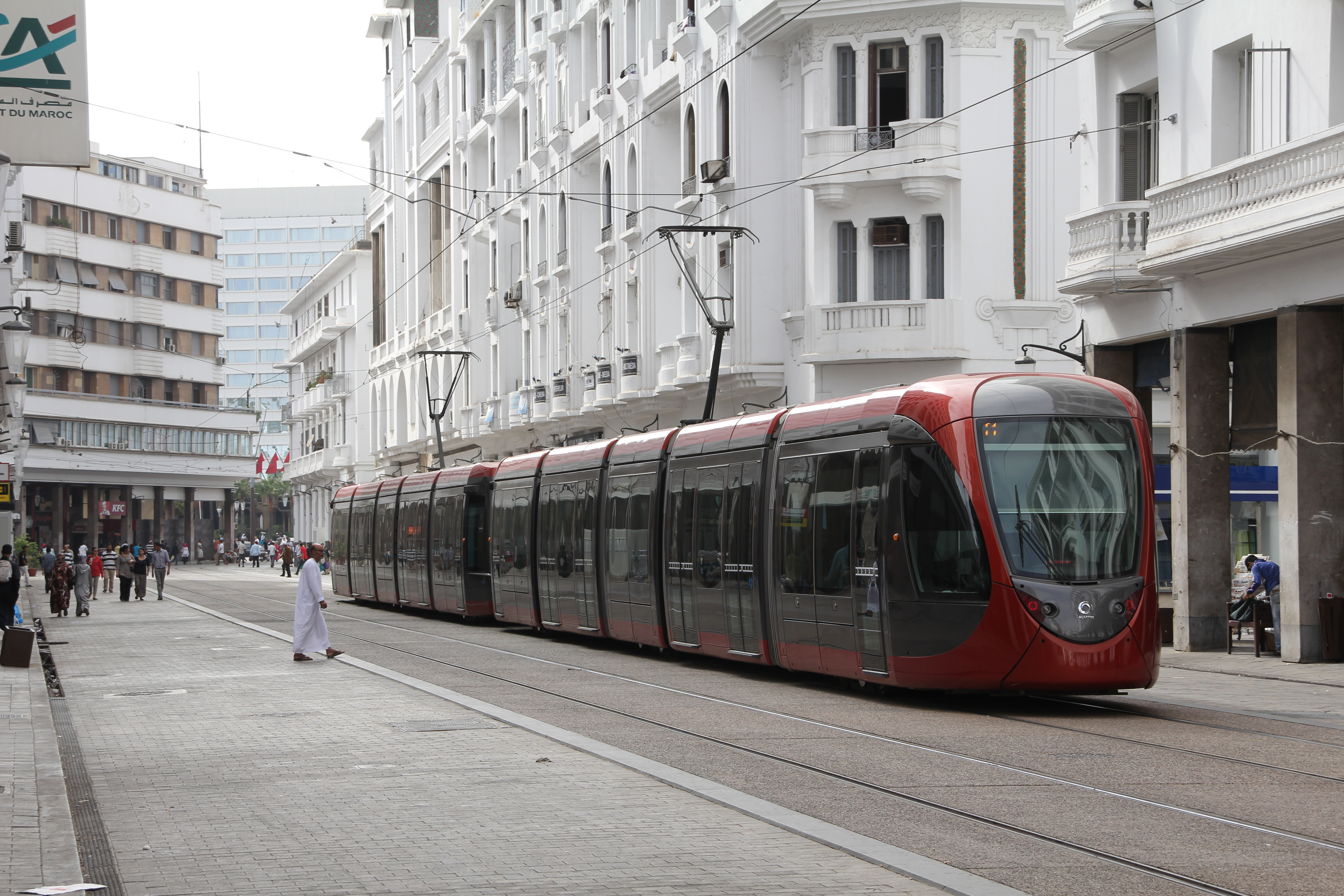
Tranvía en el boulevard Mohammed V

La línea 1 del tranvía de Casablanca sirve a 36 estaciones entre las terminales de Sidi Moumen y Lissasfa. La línea tiene 23,5 km de largo y 73 minutos de un término a otro. Se inauguró en diciembre de 2012 y se amplió en enero de 2019.

### Línea 2

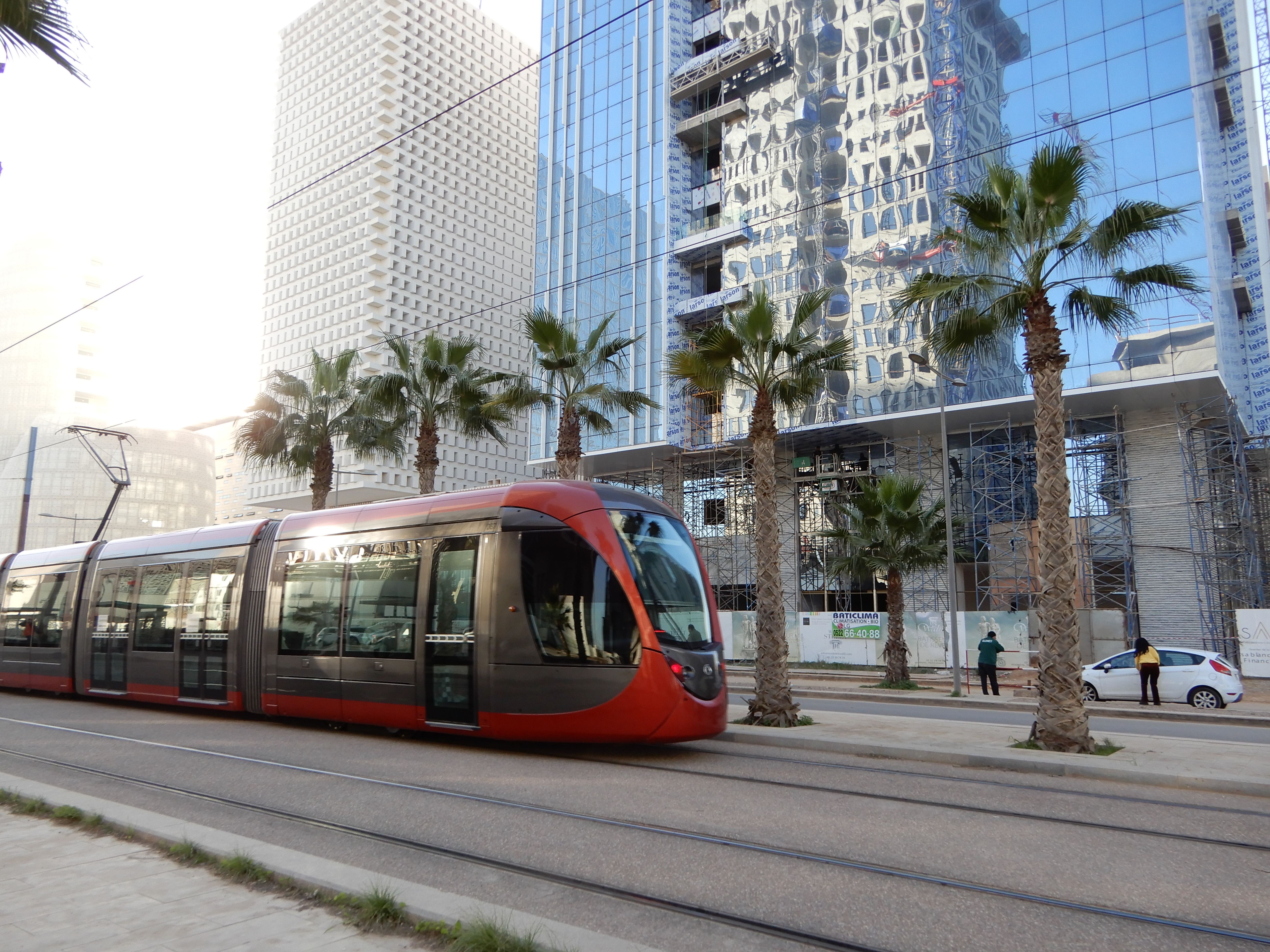
Tranvía de la linea T2 en la estación Plaza Financiera

La línea 2 de 17 km va de Ain Diab a Sidi Bernoussi, a través de los distritos de Ain Sebaa, Hay Hassani, Al Fida y Derb Sultan. Utiliza el segmento de la división a Ain Diab en la configuración anterior, además de la nueva línea.

### Linea 3

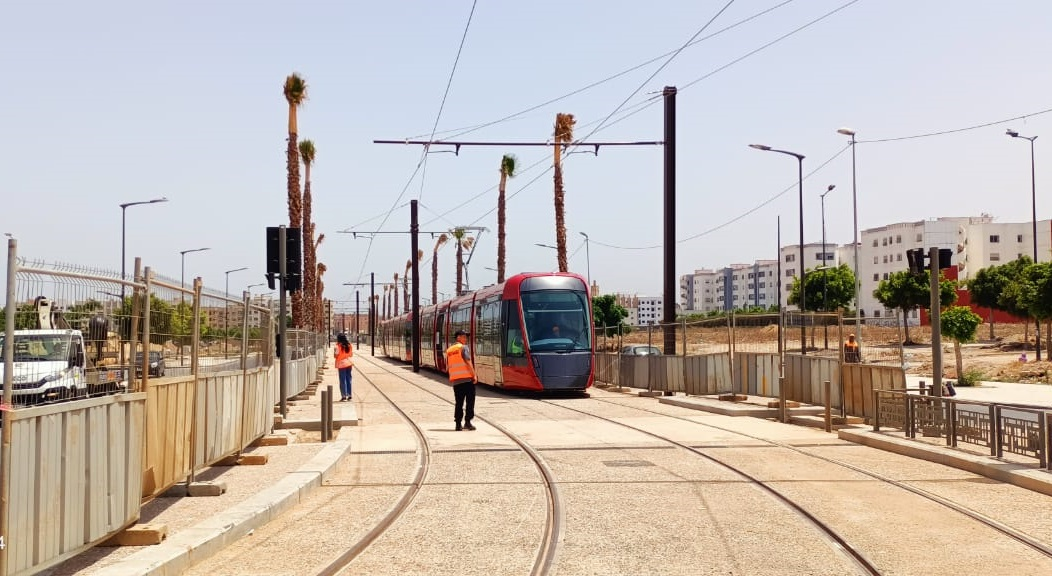
Tranvía de la línea T3 (en fase de pruebas) en la terminal sur Hay Al Wahda.

Inaugurada el 23 de septiembre de 2024, estalínea conecta la estación Casa-Port con el distrito de Hay Al Wahda , en el sureste de la ciudad. Sirve al principal eje norte-sur de Casablanca. Está en correspondencia con las otras tres líneas de la red y sustituye en gran parte de su recorrido la línea aérea de metro prevista inicialmente en el Plan Urbano de Casablanca, antes de que fuera abandonada por falta de financiación en julio de 2014.

### Linea 4
Inaugurada también el 23 de septiembre de 2024, la línea 4 conecta el Parque de la Liga Árabe en el centro de Casablanca con Mohammed Erradi en las afueras del sureste de la ciudad, siguiendo un eje noroeste/sureste.

### Operación

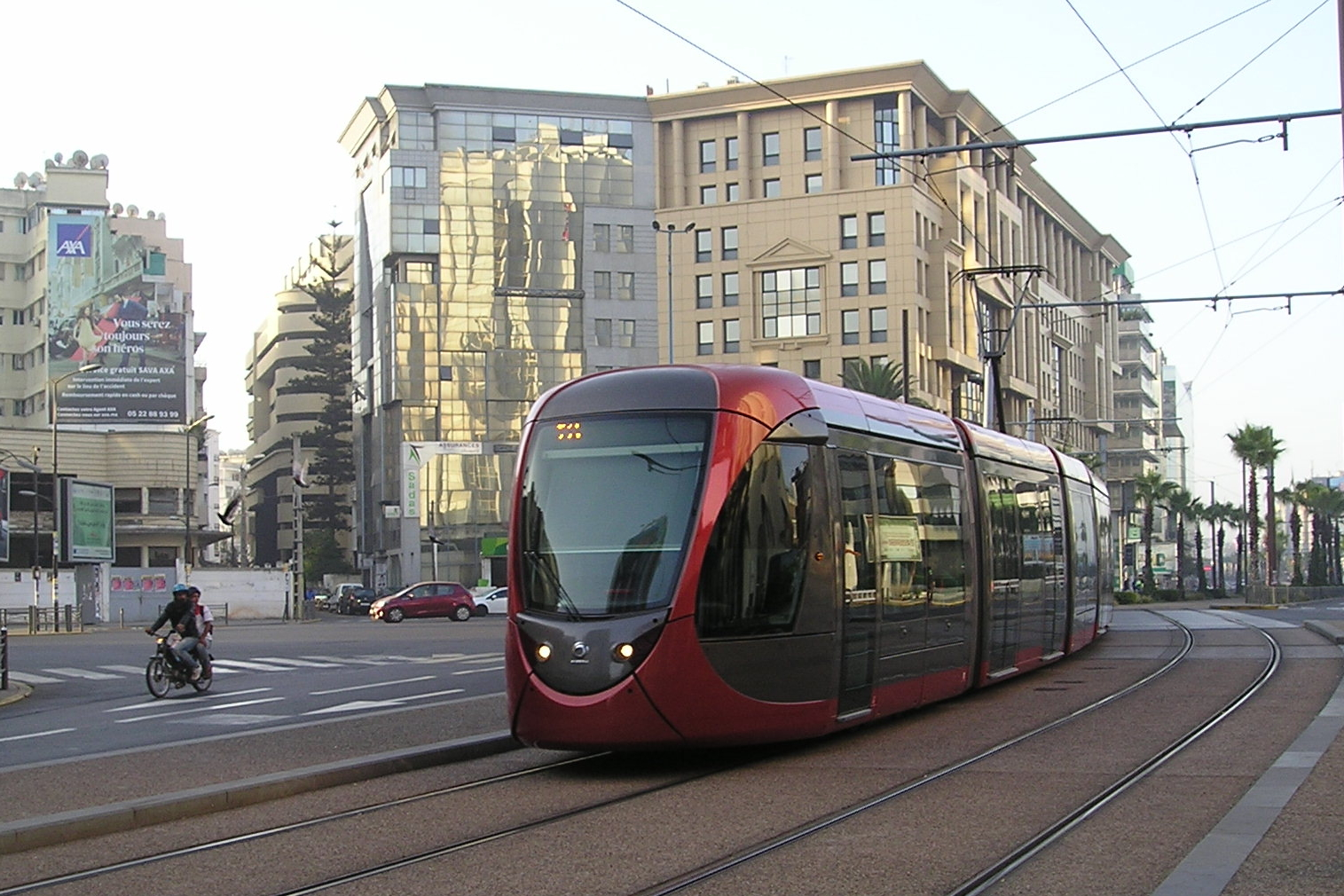
Tranvía Alsom Citadis tipo 302

El tiempo de viaje entre las terminales es de unos 69 minutos desde Facultés y 77 minutos desde Hay Hassani. Con una prioridad del 75% en los cruces, la velocidad media se acerca a los 19 kilómetros por hora (11,8 mph). De lunes a viernes el tranvía funciona de 06:30 a 22:00 y los fines de semana de 06:30 a 23:30. Casa Transport adjudicó un contrato de cinco años para operar el tranvía al consorcio CasaTram del Grupo RATP, Caisse de dépôt et de gestion y a Transinvest como socios. En enero de 2016, RATP Group se convirtió en el único accionista.

### Material rodante
El tranvía es operado por 74 tranvías de piso bajo Alstom Citadis tipo 302, construidos por Alstom en Francia. El montaje final se completó en Reichshoffen, Alsacia. Los tranvías tienen aire acondicionado y vidrios polarizados, y un sistema de información en árabe y francés. Corren típicamente en parejas con una longitud total de 65 metros (213,3 pies) . En 2018 se entregarán otros 50 para operar la Línea T2.

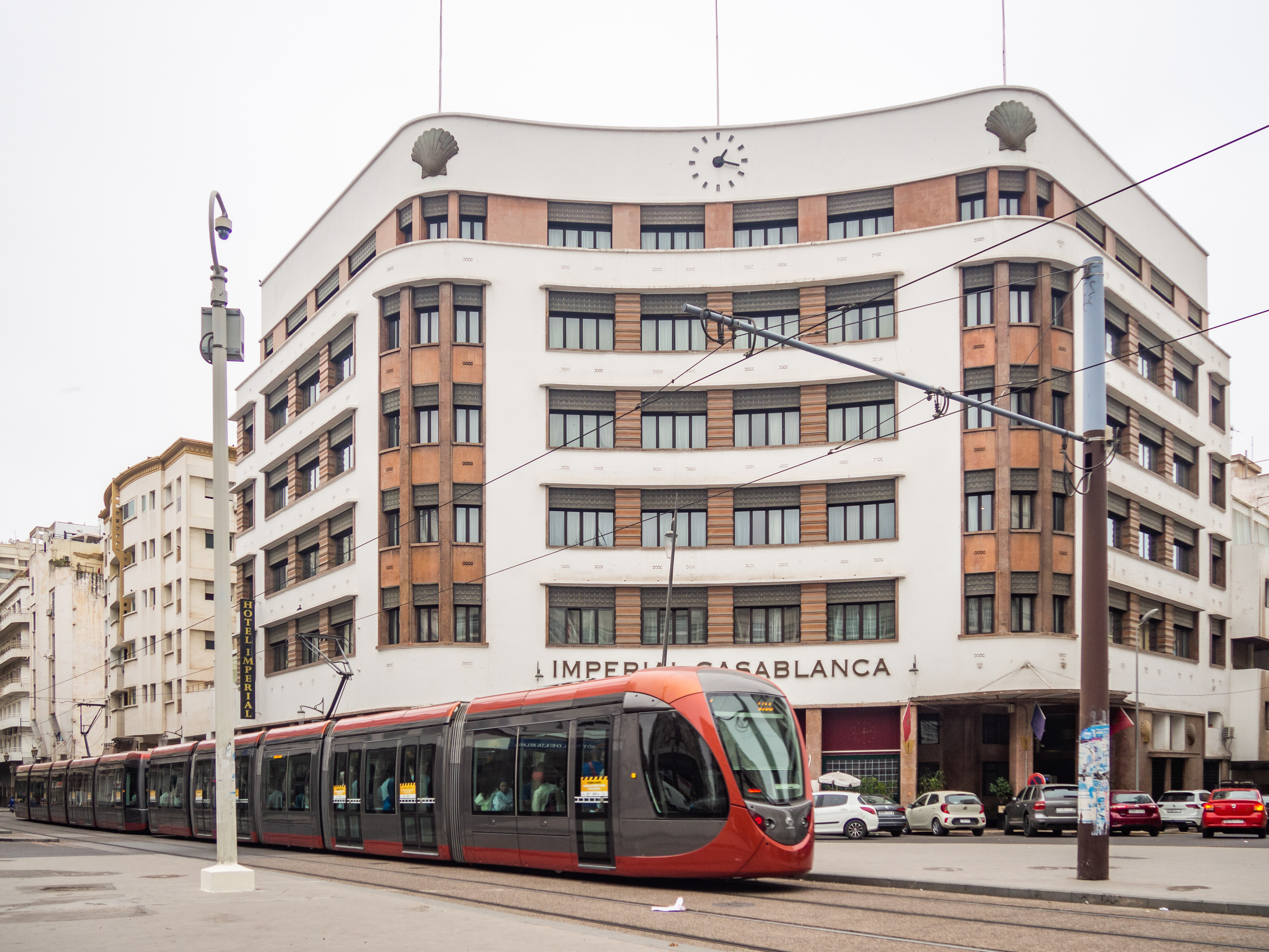
Un tranvía pasando por delante del edificio Shell

En julio de 2017, Alstom, Bombardier / CAF, CRRC Zhuzhou Locomotive y Škoda Transportation fueron preseleccionados para licitar por un contrato de 100 tranvías para las líneas T3 y T4.

### Tarifas
El precio del billete, subvencionado por el estado marroquí y el municipio de Casablanca, se ha fijado en 6 dirhams (alrededor de 0,54 euros ) por viaje, la suscripción semanal en 60 dirhams (alrededor de 5,40 euros ) y la suscripción mensual en 230 dirhams ( alrededor de 20,70 euros ). Los estudiantes menores de 26 años de establecimientos públicos y privados, así como la formación profesional aprobada por el Ministerio de Educación Superior, se benefician de una tarifa mensual reducida de 150 dirhams (aproximadamente 13,50 euros ). Se está estudiando la fijación de precios integrados de tranvías y autobuses.

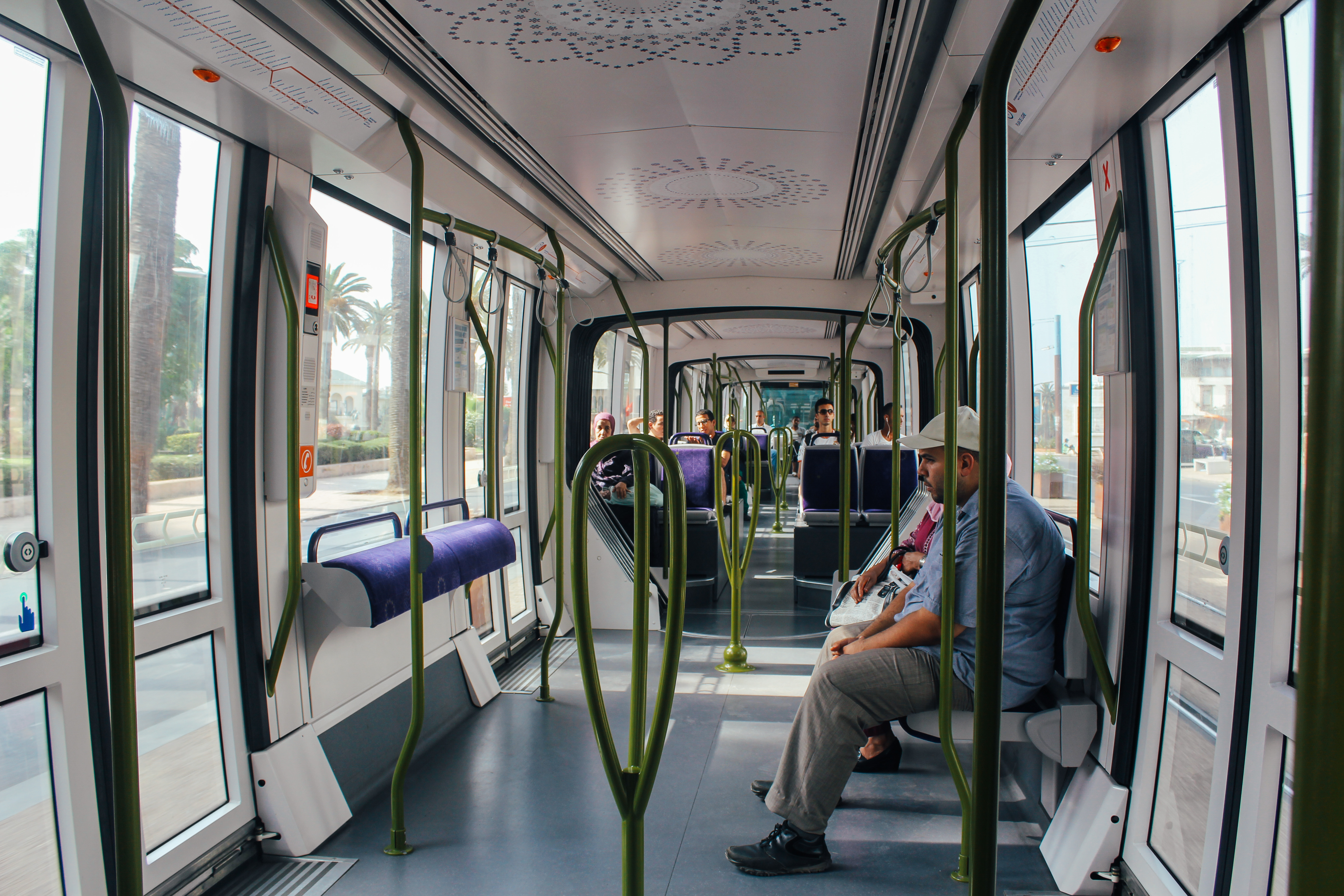
Interior del tranvía

Todas las estaciones están equipadas con pórticos, los viajeros deben validar su documento de viaje al entrar y salir de la estación. Los supervisores de la estación garantizan la presencia humana y el buen funcionamiento de la validación. Según Casa Transport, la tasa de fraude es del 0,25%.

### Asistencia

#### Pasajeros por día
En 2012, cuando se puso en marcha el tranvía, Casa Transport estimó la capacidad de la primera línea en 250 000 pasajeros por día.
Durante el primer mes se registraron entre 40 000 y 45 000 usuarios diarios .
En junio de 2013 hubo un romedio de 70 000 usuarios diarios.
En enero de 2014 hubo un promedio de  85 000 usuarios diarios.
En diciembre de 2014 hubo una media de 120 000 usuarios diarios.
Al cierre de 2019, hubo una media de 140 000 pasajeros por día laborable en la línea 1 y 80 000 voyages en la línea 2. El récord de asistencia se alcanzó el 2 de octubre de 2019, con 243 708 pasajeros en ambas líneas.

## Proyectos de desarrollo

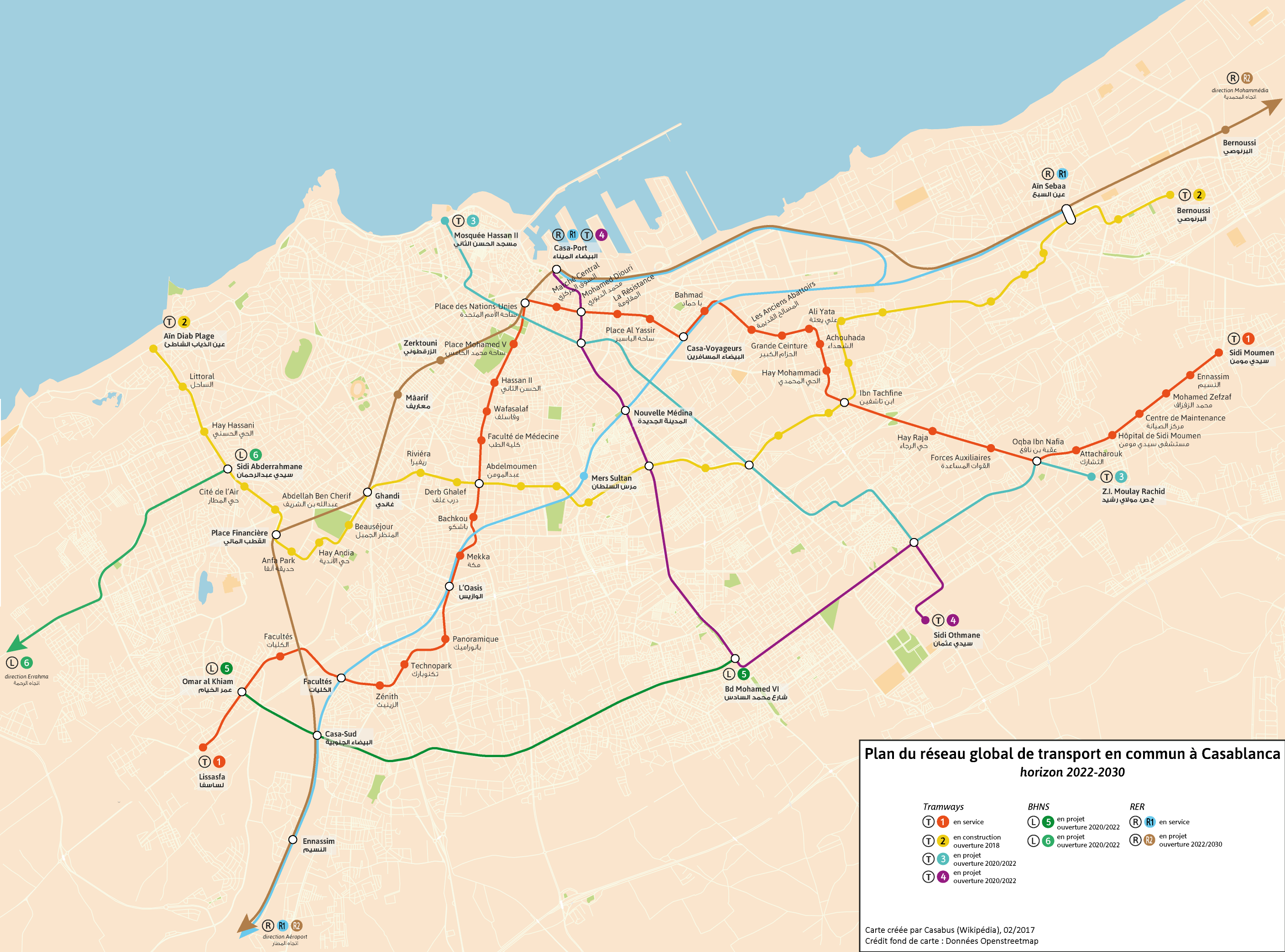
Esquema de la red de tranvías de Casablanca integrado en el esquema RER para 2022-2030 (presentado en febrero de 2017).

El Schéma directeur d'aménagement urbain (SDAU) y el Plan de déplacement urbain (PDU) de Gran Casablanca establecen en definitiva una red formada por 4 líneas de tranvía, dos de ellas transversales (T1, T2) y dos radiales (T3, T4). Estas líneas se compondrán de dos líneas de Autobús de tránsito rápido y las líneas ferroviarias regionales. El tren ligero fue finalmente rechazado porque era demasiado caro. Esto proporcionará a la ciudad una red con una longitud de 110 km.